# Герб Халланда
Герб Халланда (швед. Hallands vapen) — символ исторической провинции (ландскапа)
Халланд, Швеция. Также используется как официальный символ современного административно-территориального образования лена Халланд.

## История
Герб Халланда был разработан 1660 для представления недавно включённой в состав Швеции новой провинции на похоронах короля Карла X Густава.
Как герб лена Халланд этот знак утверждён в 1941 году.

## Описание (блазон)
В лазоревом поле серебряный лев с червлёным вооружением.

## Содержание
Герб ландскапа может увенчиваться герцогской короной. Герб лена может использоваться органами власти увенчанный королевской короной.

Герб ландскапа с герцогской короной
Герб лена с королевской короной